# Dingé
Dingé település Franciaországban, Ille-et-Vilaine megyében. Lakosainak száma 1690 fő (2022. január 1.). Dingé Combourg, Feins, Guipel, Hédé-Bazouges, Lanrigan, Marcillé-Raoul, Montreuil-sur-Ille, Québriac, Saint-Léger-des-Prés és Tinténiac községekkel határos.

## Népesség
A település népességének változása:
| Lakosok száma | 1436 | 1268 | 1265 | 1472 | 1667 | 1666 | 1636 | 1638 | 1660 | 1690 |
|               | 1968 | 1982 | 1990 | 2006 | 2013 | 2015 | 2017 | 2019 | 2020 | 2022 |